# أزمة نزع سلاح العراق

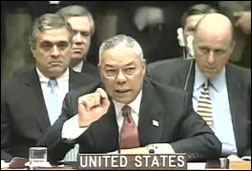

كانت أزمة نزع سلاح العراق إحدى القضايا الرئيسية التي أدت إلى الغزو المتعدد الجنسيات للعراق في 20 مارس 2003. منذ الثمانينات، كان من المفترض على نطاق واسع أن العراق يقوم بإنتاج برامج الأسلحة البيولوجية والكيميائية والنووية وإدارتها على نطاق واسع. وخلال ذروة الحرب الإيرانية العراقية، استخدم العراق برنامجه الكيميائي الهجومي ضد إيران والمدنيين الأكراد، في الثمانينيات أيضا. ومع المساعدات الفرنسية والسوفيتية المقدمة إلى البرنامج النووي العراقي، دمرت إسرائيل سرا منشآتها الأساسية في 1981.
بعد حرب الخليج في عام 1990، وضعت الأمم المتحدة ودمرت كميات كبيرة من الأسلحة الكيميائية العراقية والمعدات والمواد ذات الصلة بدرجات متفاوتة من التعاون والعرقلة العراقية، ولكن التعاون العراقي تضاءل في وقت لاحق في عام 1998. ظلت قضية نزع السلاح متوترة طوال التسعينات مع الولايات المتحدة في الامم المتحدة، مطالبة العراق مرارا السماح لفرق التفتيش بتفتيش مرافقها. وأخيرا، وصلت أزمات نزع السلاح هذه إلى ذروتها في الفترة 2002-2003، عندما طالب الرئيس الأمريكي جورج دبليو بوش بإنهاء كامل لما زعم أنه إنتاج عراقي لأسلحة الدمار الشامل، وتساءل مع الرئيس العراقي صدام حسين عن الامتثال لقرارات الأمم المتحدة مما يتطلب من مفتشي الأسلحة الدوليين الوصول دون قيود إلى المناطق التي يعتقد المفتشون أن لديها مرافق لإنتاج الأسلحة.
ومنذ حرب الخليج عام 1991، فرضت الامم المتحدة قيودا على العراق من تطوير أو حيازة مثل هذه الاسلحة. كما كان مطلوبا منه السماح بعمليات التفتيش للتأكد من امتثال العراق. وقد دعم بوش مرارا وتكرارا المطالب بتفتيش ونزع سلاح غير مقيدين بتهديدات بالغزو. وفي 20 مارس 2003، بدأ تحالف متعدد الجنسيات يضم القوات المسلحة للولايات المتحدة والمملكة المتحدة غزو العراق. وبعد انسحاب القوات الأمريكية من العراق في عام 2011، كشف عن عدد من مبادرات السلام العراقية الفاشلة.

## خلفية
في العقد الذي أعقب حرب الخليج عام 1991، أصدرت الأمم المتحدة 16 قرارا لمجلس الأمن تدعو إلى الإزالة الكاملة لأسلحة الدمار الشامل العراقية. وأبلغت الدول الأعضاء عن خيبة أملها على مر السنين من أن العراق يعوق عمل اللجنة الخاصة ويخلف عن الوفاء بجدية بالتزاماتها المتعلقة بنزع السلاح. وقد قامت قوات الأمن العراقية في مناسبات عديدة بمنع مفتشي الأسلحة من القيام بعملهم، وفي حالة واحدة على الأقل، أخذت وثائق عنهم. وفي 29 سبتمبر 1998، أقر كونغرس الولايات المتحدة قانون تحرير العراق الذي يدعم جهود جماعات المعارضة العراقية لإزالة صدام حسين من منصبه. وقد وقع الرئيس كلينتون على هذا القانون في 31 أكتوبر 1998. وفي اليوم نفسه، أعلن العراق أنه لن يتعاون بعد الآن مع مفتشي الأسلحة التابعين للأمم المتحدة. وقد توسطت الامم المتحدة، في إطار كوفي انان، في صفقة يسمح فيها العراق لمفتشى الاسلحة بالعودة إلى البلاد. توقف العراق عن التعاون مع المفتشين بعد أيام فقط. وقد غادر المفتشون البلاد في ديسمبر الماضى. وعاد المفتشون السنة التالية كجزء من لجنة الأمم المتحدة للرصد والتحقق والتفتيش.
كان بول وولفويتز المحلل العسكري لوزارة الدفاع في الولايات المتحدة تحت رونالد ريغان قد وضع سياسة خارجية جديدة فيما يتعلق بالعراق و«الدول المعتدية المحتملة» الأخرى، ورفض «الاحتواء» لصالح «الاستباق»، وذلك بهدف الضرب أولا للقضاء على التهديدات.
غير أن هذه السياسة لم تدم طويلا، لكن كلينتون، جنبا إلى جنب مع جورج بوش الأب، وكولن باول، وغيره من المسؤولين السابقين في إدارة بوش، رفضوا الدعوات إلى الاستباق لصالح استمرار الاحتواء. هذه هي سياسة جورج دبليو بوش، وكذلك لأول عدة أشهر له في منصبه. اعتداءات 11 سبتمبر 2001 أدت إلى إحياء دعوة وولفويتز وغيره من «الصقور» إلى العمل الوقائي. واتفق العراق على نطاق واسع على أن يكون موضوعا محتملا لهذه السياسة الجديدة. وواصل باول دعم الفلسفة الكامنة وراء الاحتواء.
بعد حرب الخليج، تم تخفيض الجيش العراقي إلى 23 فرقة مع ما مجموعه حوالي 375,000 جندي. وانخفضت القوات الجوية العراقية إلى أقل من 300 طائرة. وقد دمرت البحرية العراقية بالكامل تقريبا، وكانت سفنها التشغيلية القليلة المتبقية في حالة سيئة من الإصلاح، ويقدر أن الطواقم في حالة سيئة من الاستعداد، وقد تم تخفيض قدراتها إلى عدد محدود من عمليات التلغيم والاقتحام. أي إعادة بناء تم القيام به في الحرس الجمهوري، وتشكيل الحرس الجمهوري الخاص.

## 2002–2003
خلال معظم عام 2002 وعام 2003، واصلت حكومة الولايات المتحدة الدعوة إلى «تغيير النظام» في العراق وهددت باستخدام القوة العسكرية للإطاحة بالحكومة العراقية ما لم يتخلص العراق من جميع أسلحة الدمار الشامل التي كان يفترض أن يمتلكها، واقتنعت الأمم المتحدة بأنه فعل ذلك.
ضغوط دبلوماسية أمريكية لجعل العراق على الامتثال بسرعة خلق أزمة دبلوماسية في الأمم المتحدة، حيث كان بعض الأعضاء يتفقون مع الموقف الأمريكي، في حين انشق آخرون، ولا سيما أعضاء مجلس الأمن الدائمين فرنسا وروسيا وجمهورية الصين الشعبية، وزملائه أعضاء الناتو ألمانيا وبلجيكا.
بدأت إدارة بوش حشدها العسكري في المنطقة وبعد أن دفعت بشدة قرار مجلس الأمن الدولى رقم 1441. برئاسة هانز بليكس رئيس لجنة الامم المتحدة للمراقبة والتحقق والتفتيش (أنموفيك) ومحمد البرادعي مدير عام الوكالة الدولية للطاقة الذرية، أعاد القرار عودة مفتشي الأسلحة إلى العراق في نوفمبر 2002.
وبدأ المفتشون زيارة المواقع التي يشتبه في أن إنتاج أسلحة الدمار الشامل فيها، ولكن لم يجدوا أي دليل على مثل هذه الأنشطة، باستثناء 18 صاروخا كيميائيا خاليا من الرصاص 122 ملم غير معلن تم تدميره تحت إشراف اللجنة. ووجد المفتشون أيضا أن صواريخ الصمود -2 والفتح قد انتهكتا القيود المفروضة على نطاق الأمم المتحدة، كما أن الأخير قد دمر جزئيا تحت إشراف لجنة الأمم المتحدة للرصد والتحقق والتفتيش.
في 7 مارس 2003، أعلن هانز بليكس عن تسارع التعاون خلال شهر فبراير، لكنه لم يكن «فوري» و«غير مشروط» على النحو الذي دعا إليه قرار مجلس الأمن الدولي رقم 1441. وأبلغ مجلس الأمن الدولي بأنه «لن يستغرق سنوات، ولا أسابيع، بل أشهر» للتحقق مما إذا كان العراق قد امتثل لالتزاماته بنزع السلاح.
وكان الرئيس الأمريكي جورج بوش ورئيس الوزراء البريطاني توني بلير التقيا في جزر الآزور من أجل عقد "قمة طارئة" خلال عطلة نهاية الاسبوع بين 15 و16 مارس 2003، "وبعد ذلك أعلن بوش أنه على الرغم من تقرير بليكس، فإن "الدبلوماسية فشلت" في إجبار العراق على الامتثال لمتطلبات التفتيش الصادرة عن الأمم المتحدة، وأعلن عزمه استخدام القوة العسكرية لمهاجمة العراق، في ما كان، وفقا لإدارة بوش، الامتثال لخطر "عواقب وخيمة" في قرار الأمم المتحدة 1441.

## اختلاف مجلس الأمن
وقد ألقى جورج بوش كلمة أمام الجمعية العامة للأمم المتحدة في 12 سبتمبر 2002 لتوضيح شكاوى حكومة الولايات المتحدة ضد الحكومة العراقية
عارض العديد من حلفاء الولايات المتحدة (مثل ألمانيا وبلجيكا وفرنسا) التدخل العسكري لأنهم أكدوا أنه سيزيد من خطر وقوع هجمات إرهابية بدلا من تقليلها. وبالرغم من ان الحكومة البريطانية وبعض حكومات الدول الاعضاء الأخرى في الاتحاد الأوروبي والناتو تؤيد الموقف الأمريكي، فان استطلاعات الرأى تظهر ان سكانها عموما كانوا ضد هجوم، وخاصة هجوم بدون دعم واضح من مجلس الأمن الدولى. وشارك ملايين الأشخاص في المدن الرئيسية في أوروبا، ومئات الآلاف في المدن الرئيسية في أمريكا الشمالية، في مسيرات السلام في 15 فبراير 2003.

### بيانات الرئيس بوش
في 7 أكتوبر 2002، ذكر الرئيس بوش:
قبل 11 عاما، كشرط لإنهاء حرب الخليج العربي، كان مطلوبا من النظام العراقي تدمير أسلحة الدمار الشامل، ووقف كل تطوير هذه الأسلحة، ووقف كل دعم للجماعات الإرهابية. لقد انتهك النظام العراقي كل تلك الالتزامات. وهو يمتلك وينتج أسلحة كيميائية وبيولوجية. وهو يسعى إلى الحصول على أسلحة نووية. وقد وفر المأوى والدعم للإرهاب، ويمارس الإرهاب ضد شعبه. لقد شهد العالم كله تاريخ العراق البالغ من العمر 11 عاما من التحدي والخداع وسوء النية.
وفي 17 مارس 2003 ذكر بوش في خطاب وجهه إلى الأمة:
إن الاستخبارات التي جمعتها هذه الحكومات وغيرها لا تترك أي شك في أن النظام العراقي ما زال يمتلك ويخفي بعض أكثر الأسلحة فتكا من أي وقت مضى. وقد استخدم هذا النظام بالفعل أسلحة دمار شامل ضد جيران العراق وضد شعب العراق.
وبعد يومين في 19 مارس 2003، عندما بدأ غزو العراق، قال بوش في خطاب للأمة:
مواطني بلدي، في هذه الساعة، القوات الأمريكية وقوات التحالف في المراحل الأولى من العمليات العسكرية لنزع سلاح العراق، وتحرير شعبه والدفاع عن العالم من خطر كبير.

### تصريح من الرئيس الروسي فلاديمير بوتين
في يوم 11 أكتوبر من عام 2002 التقى الرئيس الروسي فلاديمير بوتين برئيس الوزراء البريطاني آنذاك توني بلير. وقال في مؤتمر صحفي:
ليس لدى روسيا في حوزتها أية بيانات جديرة بالثقة تدعم وجود أسلحة نووية أو أي أسلحة دمار شامل في العراق، ولم نتلق أي معلومات من هذا القبيل من شركائنا حتى الآن.

### تصريحات الرئيس الفرنسي جاك شيراك
قال جاك شيراك في بيان مشترك صدر في فبراير 2003 بين روسيا وألمانيا وفرنسا:
وفرنسا، من جانبها، على استعداد لتصور كل ما يمكن القيام به بموجب قرار مجلس الأمن 1441... ولكنني أكرر التأكيد على ضرورة استكشاف جميع الإمكانيات التي يتيحها هذا القرار، والتي تنطوي على إمكانيات كثيرة لا تزال تفسح مجالا واسعا لتحقيق هدف إزالة أي أسلحة للدمار الشامل قد تكون موجودة في العراق. ومع ذلك، أود أن أشير إلى أنه في الوضع الحالي، على حد علمي، لا يوجد دليل لا جدال فيه في هذا الصدد.

## الشرعية

### السلطة بموجب القانون الدولي
موقف ما إذا كان الغزو قانونيا بموجب القانون الدولي غير واضح. فالمادة 2 من ميثاق الأمم المتحدة تحظر على أعضاء الأمم المتحدة استخدام «التهديد باستعمال القوة أو استعمالها» ضد دول أخرى بطريقة تتعارض مع مقاصد الأمم المتحدة. وهناك استثناءان للقاعدة: الدفاع عن النفس (المادة 51) أو إذن من مجلس الأمن لحماية السلم والأمن الدوليين (الفصل السابع).
وقالت حكومة الولايات المتحدة علنا، وتعهد البريطانيون سرا بأنهم كانوا على استعداد لغزو العراق بإذن من مجلس الأمن أو بدونه.
وقد نفذت عمليتان عسكريتان بموافقة مجلس الأمن. وكانت هاتان الحالتان الحرب الكورية وحرب الخليج عام 1991.
ولا تعترف الولايات المتحدة باختصاص أي محكمة دولية على مواطنيها أو جيشها، معتبرة أن المحكمة العليا للولايات المتحدة هي سلطتها النهائية. ومن الأمثلة على هذه السياسة أن الولايات المتحدة لم تصدق على معاهدة المحكمة الجنائية الدولية، وفي 6 مايو 2002، أبلغت الأمم المتحدة أنها لا تعتزم القيام بذلك.
وحتى 24 فبراير 2005 لم يصدق العراق ولا الولايات المتحدة على معاهدة المحكمة الجنائية الدولية، وبالتالي لا يقع الهجوم الأمريكي على العراق أو الإجراءات اللاحقة في العراق ضمن اختصاص المحكمة الجنائية الدولية. بيد أن إجراءات الموقعين عليها مثل المملكة المتحدة وإسبانيا يمكن أن تقع ضمن اختصاص المحكمة الجنائية الدولية.
في 17 مارس 2003، حدد بيتر غولدسميث، النائب العام لإنجلترا وويلز، مبررات حكومته القانونية لغزو العراق. وقال أن قرار مجلس الأمن رقم 678 الصادر في عام 1990 قد أذن بالقوة ضد العراق التي علقت ولكنها لم تنهى بموجب القرار رقم 687 الذي فرض التزامات مستمرة على العراق للقضاء على أسلحة الدمار الشامل. ومن شأن الانتهاك المادي للقرار 687 أن يعيد إحياء سلطة استخدام القوة بموجب القرار 678. وفي القرار 1441، قرر مجلس الأمن أن العراق قد انتهك ماديا القرار 687 لأنه لم ينفذ بالكامل التزاماته بنزع السلاح، وفي أوائل عام 2003 أرسل فرق مفتشي الأسلحة للتحقق من الحقائق على الأرض.
وأوضحت معظم الحكومات الأعضاء في مجلس الأمن التابع للأمم المتحدة أنه في رأيهم أنه بعد القرار 1441 لم يكن هناك حتى الآن أي إذن باستخدام القوة. بيد أن الولايات المتحدة وحلفاءها قالوا إن أي قرار يجيز الغزو لن يكون ضروريا على أية حال حيث أنهم يتصرفون دفاعا عن النفس بموجب المادة 51 من ميثاق الأمم المتحدة والقانون الدولي العرفي. ولا يمكن حظر ممارسة هذا الحق بوقف إطلاق النار. وبما أن العراق لم ينزع أسلحته بنفسه وأخفى أسلحة الدمار الشامل عن مفتشي الامم المتحدة عدة مرات، فإن الولايات المتحدة وحلفائها لديهم كل الحق في افتراض أن العراق يملك أسلحة دمار شامل. إذا فشلت الأمم المتحدة في فرض الامتثال، فإن الولايات المتحدة وبريطانيا - بوصفهما طرفين في نزاع عام 1991 - ستغزو العراق بدون الأمم المتحدة، كما فعلتا بالفعل في تدخلهما في حرب كوسوفو. يورام دينشتاين يساوي ذلك لضباط الشرطة الذين يحصنون جنايات عنيفة مدانة ويقولون «ضع يديك على رأسك»، ولكن بدلا من ذلك انه يسحب شيئا صغيرة وسوداء (سواء بندقية أو لا) من جيبه. كان للضباط ما يبرره في إطلاق النار عليه لأنه كان من الممكن أن يكون لديه شيء خطير.

### السلطة بموجب الدستور الأمريكي
ينص الدستور على سلطة إعلان الحرب حصرا لكونغرس الولايات المتحدة، ولكنه يعلن أن الرئيس هو القائد العام للجيش الأمريكي. وبسبب هذا التقسيم للسلطة، كان هناك جدل طويل فيما يتعلق بسلطة الرئيس خارج حرب معلنة. ومع ذلك، فمن بين الحالات العديدة التي مارست فيها الولايات المتحدة القوة خارج حدودها، كانت خمس منها فقط جزءا من حرب معلنة.
في عام 1973، وسط تزايد الجدل الداخلي حول حرب فيتنام، أصدر الكونغرس قرار قوى الحرب للحد من قدرة الرئيس على القيام بعمل عسكري مطول دون سلطة الكونغرس. لم يعترف أي رئيس منذ ذلك الحين بدستورية هذا القانون، ويعتقد معظم علماء القانون أنه لن ينجو من الطعن في المحكمة.